# Benthobulbus
Benthobulbus is een geslacht van weekdieren uit de klasse van de Gastropoda (slakken).

## Soorten
- Benthobulbus carpenteri (Dall, 1896)
- Benthobulbus coani (Marincovich, 1975)